# 库仑
库仑（法語：coulomb）是电荷量的国际单位，单位符号为 {\displaystyle \mathrm {C} }。历史上，是先定义安培（电流强度）后定义库仑，1库仑是 1安培电流在 1秒钟内传递的电荷；即若导线中载有 1安培的穩定電流，则在 1秒内通过导线横截面积的电荷量为 1库仑。（而“旧的安培定义”则为在相距 1米的 2条平行导线间，产生每米 0.2微牛顿的磁力所需的电流）库仑虽属国际单位制，但不是國際單位制基本單位，而是國際單位制導出單位。此单位是为纪念物理学家查尔斯·奥古斯丁·库仑而命名的。

## 定義
由于2019年國際單位制基本單位重新定義了安培。基本電荷定義為固定值：
{\displaystyle e=1.602\ 176\ 634\times 10^{-19}\ {\mbox{C}}}
所以，1库仑大約等于：
{\displaystyle {C}={1 \over 1.602176634\times 10^{-19}}={10^{19} \over 1.602176634}\approx {6.241509\times {10}^{18}}e}
1库仑包含的基本電荷不是整數，因為它是上述定義值的倒數。

## 电荷量的关系式
一个电子所带电荷量 {\displaystyle e=-1.6021892\times 10^{-19}}库仑，即 1库仑相当于 {\displaystyle 6.24146\times 10^{18}}个电子（约 {\displaystyle 1.04\times 10^{-5}\mathrm {mol} }电子）所带的电荷量。
1库仑 ＝ 1安培·秒（{\displaystyle 1\mathrm {C} =1\mathrm {A} \cdot \mathrm {s} }）
{\displaystyle 1\ \mathrm {C} =1\ \mathrm {A} \times 1\ \mathrm {s} }
1库仑亦可定義為：
{\displaystyle 1\ \mathrm {C} =1\ \mathrm {V} \times 1\ \mathrm {F} }  （F指Farad，法拉）